# Нескужув-Новий
Нескужув-Новий (пол. Nieskurzów Nowy) — село в Польщі, у гміні Бацьковиці Опатовського повіту Свентокшиського воєводства.
Населення — 364 особи (2011).
У 1975-1998 роках село належало до Тарнобжезького воєводства.

## Демографія
Демографічна структура на день 31 березня 2011 року:
|          | Загалом | Допрацездатний вік | Працездатний вік | Постпрацездатний вік |
| -------- | ------- | ------------------ | ---------------- | -------------------- |
| Чоловіки | 189     | 50                 | 121              | 18                   |
| Жінки    | 175     | 36                 | 93               | 46                   |
| Разом    | 364     | 86                 | 214              | 64                   |